# 2e bataillon de volontaires de la Corse
Le 2e bataillon de volontaires nationaux de la Corse, était une unité militaire de l’armée française créée sous la Révolution française. Il fut également appelé plus simplement 2e bataillon de la Corse.

## Création et différentes dénominations
Le 2e bataillon de volontaires de la Corse est formé est formé à 8 compagnies et 1 compagnie de grenadiers, le 21 juillet 1791 à Ajaccio ou le 1er avril 1792.
- Compagnie de grenadiers
- 1re compagnie d'Ajaccio
- 2e compagnie de Tallano
- 3e compagnie de Tallano
- 4e compagnie de Tallano
- 5e compagnie de Tallano
- 6e compagnie d'Ajaccio
- 7e compagnie d'Ajaccio
- 8e compagnie d'Ajaccio

Le 2e bataillon de volontaires de la Corse, est dissous le 5 février 1793.

## Commandant
- 1er lieutenant-colonel Giovanni-Baptista Quenza, originaire d'Oletta
- 2e lieutenant-colonel Naboleone de Buonaparte[3], originaire de Corte, 23 ans

## Historique des garnisons, combats et batailles

### 1792
Le bataillon est formé, en 1792, de 516 volontaires des districts d'Ajaccio et de Tallano.

Après de nombreuses intrigues, Quenza fut élu lieutenant-colonel en premier du deuxième bataillon de volontaires nationaux, Bonaparte lieutenant-colonel en second et leurs amis se partagèrent les emplois de capitaines, lieutenants et sous-officiers. 

Le 2 avril 1792, il est passé en revue et s'il est complètement armé, il n'a aucun habillement.

Le bataillon qui devait être réparti pour tenir garnison à Corte, Bonifacio et Porto-Vecchio, se met en rébellion le 8 avril et tente de prendre pied dans la citadelle d'Ajaccio. Après avoir occasionné de graves désordres, il se soumet le 16 avril lors de l'arrivée des commissaires.

Le 18 mai, les 1re, 4e, 5e et 8e compagnies, commandées par le lieutenant-colonel Giovanni Battista Quenza arrivent à Bonifacio. La 2e compagnie sous les ordres du capitaine Giovanni Battista Pietri, originaire de Porto-Vecchio, prend position dans cette ville, tandis que les 3e, 6e et 7e compagnies restent à Ajaccio.

Le 21 juin, après tirage au sort, le bataillon reçoit le no 2 et il n'est toujours pas habillé quand 3 compagnies ainsi que la compagnie de grenadiers sont passés en revue à Bonifacio le 16 septembre.

Le 8 octobre, les 5 compagnies en poste à Ajaccio sont sous les ordres du lieutenant-colonel en second Bonaparte.

### 1793
A la veille de l'expédition de Sardaigne le bataillon, en garnison à Ajaccio et Corte, n'est toujours pas équipé. Les 2e, 6e et 8e compagnies ainsi que la compagnie de grenadier participent à l'expédition sur l'archipel de La Maddalena.

À la suite de la mise hors la loi de Pascal Paoli et de Carlo Andrea Pozzo di Borgo, le bataillon ne se conformant pas aux ordres de la Convention, celle-ci le licencie du 18 au 20 avril. Le bataillon entre alors en insurrection et s'empare, fin mai, des magasins de Bonifacio forçant les compagnies du 26e régiment d'infanterie, présentent dans la ville, à se réfugier à Sartène.

Profitant d'une loi du 5 février 1793 prescrivant la création et l'organisation des 15e, 16e, 17e et 18e bataillons de chasseurs, le 2e bataillon de volontaires de la Corse est dissout et entre dans la composition des nouveaux bataillons,.

## Personnalités
- Napoléon Bonaparte alors lieutenant colonel en second

### Jean-Baptiste Quenza
Giovanni-Baptista Quenza également appelé Jean-Baptiste Quenza, né en 1741 à Oletta, était le fils d'Horace Quenza, président de la magistrature de la province de La Rocca.

En 1790, il nommé fut membre de l'administration du département de la Corse et commissaire à la levée et devint, le 1er avril 1792, lieutenant-colonel en chef du 2e bataillon de volontaires de la Corse. Il meurt en 1802